# 荒谷朋惠
荒谷朋惠，日本女性動畫師、演出家。前京都動畫員工。任天堂所屬。

## 來歷、人物
2000年代擔任電視動畫版《AIR》的人物設定、總作畫監督及《犬夜叉》的演出而眾所周知。之後於2002年電視動畫《東京地底奇兵》第13話作為演出首次亮相。於《犬夜叉》負責演出一段時間後，重返作畫的工作。於擔任京都動畫首部原創OVA《MUNTO》的人物設定、作畫監督後，擔任《AIR》的人物設定與總作畫監督。
之後，她作為作畫兼任演出，曾在2007年電視動畫《幸運☆星》參加部分集數的編劇，其中第19話的劇本、分鏡、演出及作畫監督都由她一人包辦，至於原畫，與擔任總作畫監督的堀口悠紀子2人一起負責。
在京都動畫的官方網站上，扮裝的角色是「點」或「橘子（發霉的橘子）」。
2010年離開京都動畫，加入遊戲公司任天堂。擔任遊戲之影像的演出、監修。
舊名義。

## 作品列表

### 電視動畫
1999年
- 力石戰士（原畫）
- 天使不設防！（原畫）
- 哆啦A夢 (1979年版)（原畫）

2000年
- 犬夜叉（－2004年，分鏡、演出、原畫）
- 喔！超级小奶糖（日语：OH!スーパーミルクチャン）（原畫）
- 捍衛者（原畫）

2001年
- The Soul Taker ～魂狩～（日语：The Soul Taker 〜魂狩〜）（原畫）
- 熱帶雨林的爆笑生活（原畫）
- 地球防衛家族（原畫）
- SAMURAI GIRL 武俠派女高中生（原畫）

2002年
- 東京地底奇兵（分鏡、演出、作畫監督）
- 銀河戰警（－2003年，原畫）

2003年
- 驚爆危機？校園篇（OP原畫）

2005年
- AIR（人物設定、總作畫監督[1]、分鏡、演出、作畫監督、原畫、OP&ED作畫&原畫[注 1]）
- 驚爆危機！The Second Raid（原畫、OP原畫）

2006年
- 涼宮春日的憂鬱 (2006版)（分鏡、演出、作畫監督、原畫、OP原畫）
- Kanon（－2007年，劇中漫畫作畫）

2007年
- 幸運☆星（編劇、分鏡、演出、作畫監督、原畫、OP原畫）
- CLANNAD（－2008年，分鏡、演出、原畫、OP原畫）

2009年
- 仰望天空的少女瞳中的世界（人物設定、作畫監督、OP&ED作監、ED分鏡&演出）
- K-ON！輕音部（原畫）
- 涼宮春日的憂鬱 (2009版)（分鏡、演出、原畫、OP原畫）

### OVA
2003年
- MUNTO（人物設定、總作畫監督）

2005年
- MUNTO ～穿越時空之壁（人物設定、總作畫監督）

2006年
- 驚爆危機！The Second Raid 戰隊長悠閒的一天（原畫）

2008年
- 幸運☆星OVA 原創等視覺與動畫（編劇）

### 電影動畫
2000年
- 劇場版 神奇寶貝：結晶塔的帝王 ENTEI（原畫）

2001年
- 劇場版 哈姆太郎：哈姆哈姆樂園大冒險（日语：劇場版 とっとこハム太郎 ハムハムランド大冒険）（原畫）

2002年
- 哆啦A夢：大雄與機器人王國（原畫）
- 蠟筆小新：風起雲湧 壯烈！戰國大會戰（原畫）

2009年
- 天上人與亞克托人最後的戰鬥（人物設定、作畫監督）

### 遊戲
2010年
- 大金剛 再起（Storyboard）

2011年
- 薩爾達傳說 天空之劍（Cinema Scene Planning）

2012年
- 聽力機關（日语：キキトリック）（Cinema Scene Planning）
- 新超級瑪利歐兄弟2（Cinema Scene Director）
- 新超級瑪利歐兄弟U（Cinema Scene Director）

2013年
- 路易吉洋樓2（Cinema Design SuperVisors）
- 新超級路易吉U（Cinema Scene Director）
- 薩爾達傳說 眾神的三角神力2（Cinema Scene Director）

2014年
- 大金剛 熱帶急凍（Cinematics Supervisor）

2017年
- 薩爾達傳說 曠野之息（Cinematic Design）

2019年
- 健身環大冒險（Cinematic Director）

### 其它
1999年
- Dancing Blade 任性桃天使！II ～Tears of Eden～（原畫）

2004年
- Anicrit（日语：アニクリ）（露面出演）

## 腳註

## 相關項目
- 京都動畫
- 日本動畫師列表